# Eparchia di Nižnij Novgorod

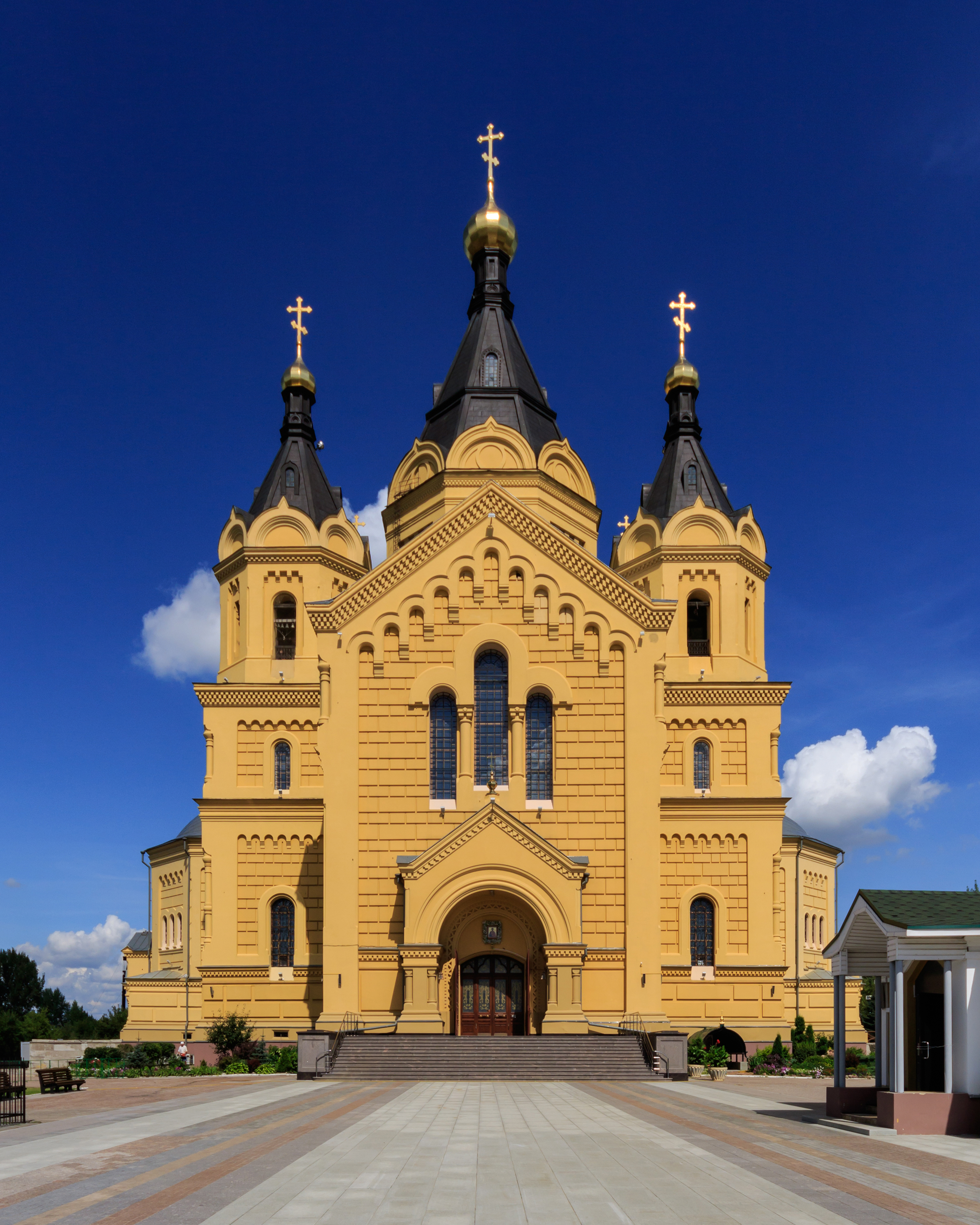
La cattedrale di Sant'Aleksandr Nevskij di Nižnij Novgorod.

L'eparchia di Nižnij Novgorod (in russo Нижегородская епархия?) è una diocesi della Chiesa ortodossa russa, appartenente alla metropolia di Nižnij Novgorod.

## Territorio
L'eparchia comprende le città di Nižnij Novgorod, Sarov e Arzamas, i rajon Arzamasskij, Balachninskij, Bogorodskij, Dzeržinskij, Dal'nekonstantinovskij, Diveevskij, Kstovskij e il circondario urbano di Bor nell'oblast' di Nižnij Novgorod.
Sede eparchiale è Nižnij Novgorod, dove si trova la cattedrale di Sant'Aleksandr Nevskij.
L'eparca ha il titolo ufficiale di «metropolita di Nižnij Novgorod e Arzamas».

## Storia
L'eparchia è stata eretta nel 1672.
In epoca sovietica l'eparchia ebbe il nome di Gor'kij; ma nel 1991 fu ripristinato l'antico nome storico.
Per decisione del Santo Sinodo della Chiesa ortodossa russa, il 15 marzo 2012 cedette porzioni di territorio a vantaggio dell'erezione di 3 nuove eparchie, Lyskovo, Gorodec e Vyksa, e contestualmente è entrata a far parte della metropolia di Nižnij Novgorod istituita lo stesso giorno.